# Forte de Santo António do Monte Brasil

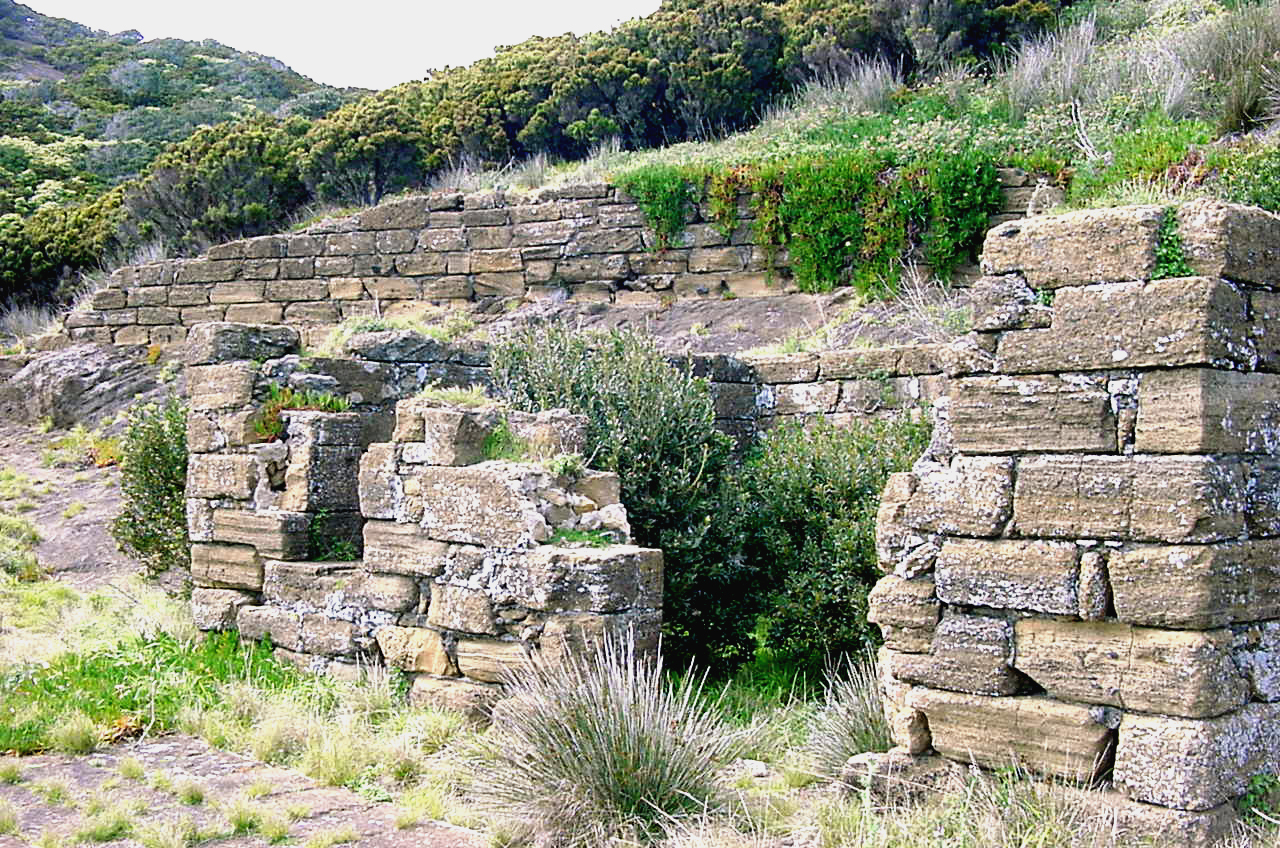
Forte da Quebrada, Angra do Heroísmo.

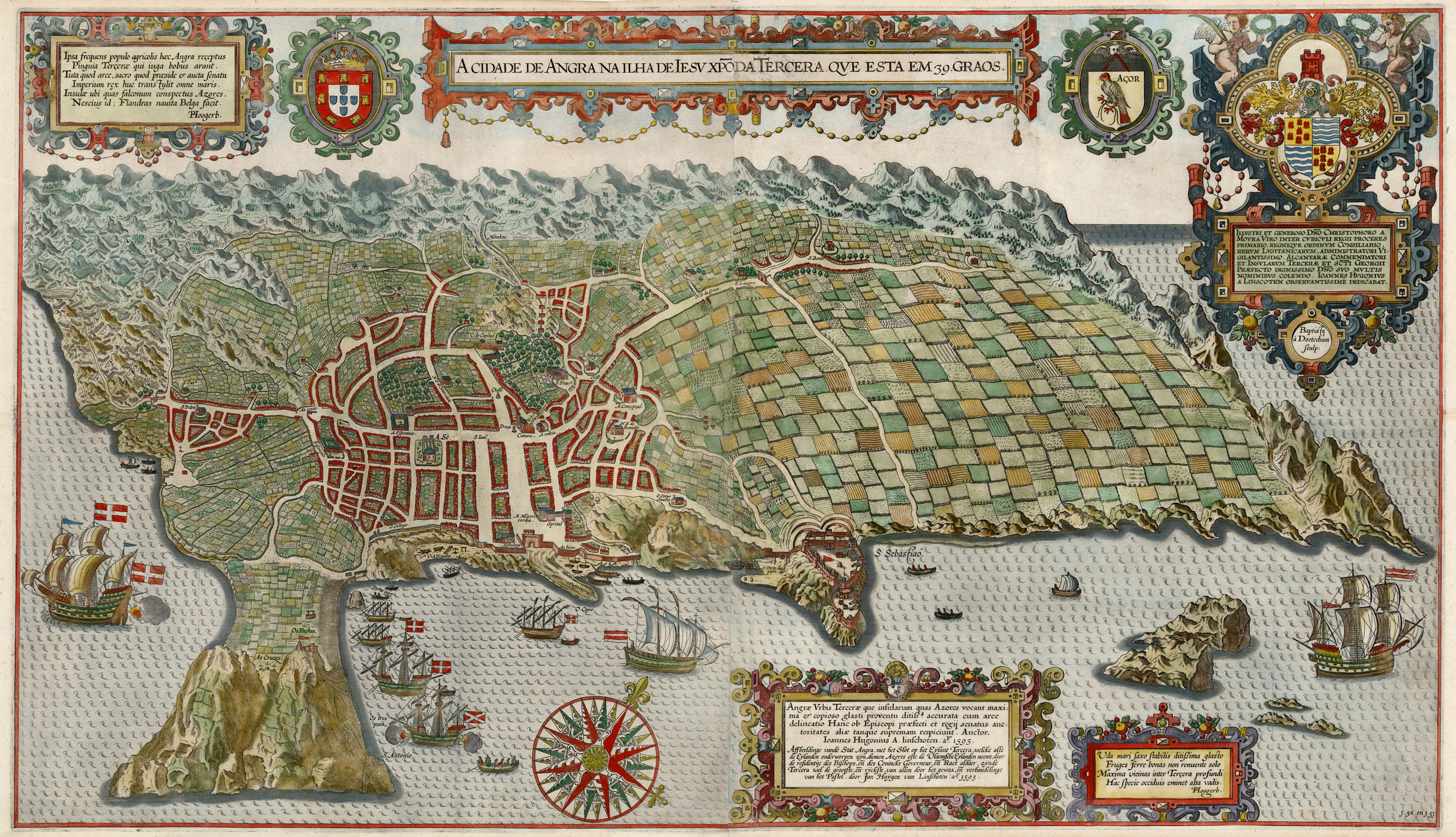
"A Cidade de Angra na Ilha de Jesus (...)" (Linschoten, 1595).

O Forte de Santo António, também referido como Reduto de Santo António, localiza-se na península do Monte Brasil, na freguesia da Sé, na cidade e concelho de Angra do Heroísmo, na costa sul da ilha Terceira, nos Açores.
Integra o conjunto defensivo da Fortaleza de São João Baptista da Ilha Terceira, cruzando fogos com o Forte de São Sebastião que lhe é fronteiro, na defesa da baía de Angra.

## História
Foi uma das fortificações erguidas na Terceira no contexto da crise de sucessão de 1580 pelo então corregedor dos Açores, Ciprião de Figueiredo e Vasconcelos, conforme o plano de defesa da ilha elaborado por Tommaso Benedetto em 1567, após o ataque do corsário francês Pierre Bertrand de Montluc ao Funchal (outubro de 1566), intentado e repelido em Angra no mesmo ano (1566):
"Não havia naquele tempo [Crise de sucessão de 1580] em toda a costa da ilha Terceira alguma fortaleza, excepto aquela de S. Sebastião, posto que em todas as cortinas do sul se tivessem feito alguns redutos e estâncias, nos lugares mais susceptíveis de desembarque inimigo, conforme a indicação e plano do engenheiro Tomás Benedito, que nesta diligência andou desde o ano de 1567, depois que, no antecedente de 1566, os franceses, comandados pelo terrível pirata Caldeira, barbaramente haviam saqueado a ilha da Madeira, e intentado fazer o mesmo nesta ilha, donde parece que foram repelidos à força das nossas armas." 
A seu respeito, DRUMMOND registou:
"Uma das fortalezas que a experiência mostrou ser da maior necessidade, foi a que então ele [Ciprião de Figueiredo] mandou fazer na ponta do Monte Brasil, da parte de leste, porque junto dela passavam a salvo as naus das armadas, e com o seu abrigo se punham muitas das suas lanchas à espera dos barcos que saíam do porto, tomando-os algumas vezes, sem que houvesse quem lhes fizesse dano; porque o castelo de S. Sebastião lhe ficava muito longe e mais recolhido à terra, e de noite podiam vir ao longo da montanha atacar, e roubar os navios ancorados no porto. A este forte deu o nome de Santo António, em obséquio do novo Rei que assim se chamava [António I de Portugal], e fez capitão dele Baltasar Gonçalves de Antona, nobre cidadão de Angra, de quem falámos no ano de 1576 como vereador da Câmara. Na outra ponta da parte do sul edificou o forte chamado do Zimbreiro."
Encontra-se representado na gravura "A Cidade de Angra na Ilha Iesu Xpo da Terceira que esta em 30 Graos", de Jan Huygen van Linschoten, datada de 1595.
No contexto da instalação da Capitania Geral dos Açores, o seu estado foi assim reportado em 1767:
"17° — Reducto de Santo António. Tem este reducto sete baterias, nas quaes se acham vinte e uma peças, dezoito de bronze, todas esfuguenadas, e três de ferro do mesmo modo: precisa mais doze peças com os seus reparos. Esta é a principal defensa, que é a da entrada do porto. Na bateria mais baixa está arruinada a muralha por baixo do seu angulo precisa ser concertada.".
SOUSA (1995), em 1822, ao descrever o porto de Angra refere: "(...) e a [ponta] de S. António a oeste, [onde há um castelo] de igual força [40 peças] (..).".
Em nossos dias encontra-se em ruínas.